# William Hopkins

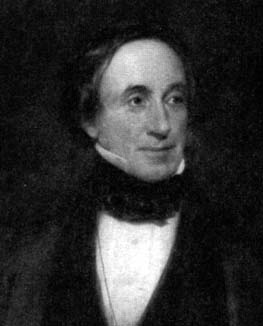
William Hopkins

William Hopkins FRS (* 2. Februar 1793 in Kingston-on-Soar, Nottinghamshire; † 13. Oktober 1866 in Cambridge, England) war ein englischer Mathematiker und Geologe. Eine seiner Hauptentdeckungen war die Zunahme der Schmelztemperatur mit dem Druck. Während seiner Zeit an der University of Cambridge erwarb er sich unter Mathematikstudenten den Ruf eines erfolgreichen privaten Tutors für die Tripos-Prüfungen.
Ein wichtiger Beitrag zur Geologie war seine Annahme eines festen statt flüssigen Erdinneren und seine darauf fußenden Erklärungen verschiedener geologischer Erscheinungen. Auch wenn seine Schlussfolgerungen heute korrekt erscheinen, so wurden seine mathematischen und physikalischen Herleitungen später als wenig haltbar angesehen.
Zu Hopkins Studenten gehörten Edward John Routh, Francis Galton, George Gabriel Stokes, Arthur Cayley, Lord Kelvin, Peter Guthrie Tait, James Clerk Maxwell, Isaac Todhunter und Philip Kelland (1808–1879).

## Frühes Leben
Hopkins wurde in Kingston-on-Soar als einziger Sohn des Gentleman-Farmers William Hopkins geboren. In seiner Jugend studierte er praktische Landwirtschaft in Norfolk, bevor sein Vater ihm eine kleine Farm in Bury St Edmunds in Suffolk mietete. William Hopkins war jedoch als Farmer nicht erfolgreich, und als seine erste Frau etwa 1821 starb, ergriff er die Gelegenheit, seine Verluste etwas abzumildern und trat St Peter’s College (heute Peterhouse) an der University of Cambridge bei. Seinen Grad als B.A. erhielt er 1827 und er wurde siebter Wrangler. Ein Wrangler ist ein Absolvent der dritten Stufe der dreiteiligen mathematischen Tripos-Prüfungen der University of Cambridge, der sein drittes Examen mit Auszeichnung abgelegt hat. 1830 legte er sein Examen als Master of Arts ab. 1833 veröffentlichte er sein Buch Elements of Trigonometry und machte sich als Mathematiker einen Namen.

## Wranglermacher
Noch vor dem Erreichen seines Abschlusses hatte Hopkins Caroline Frances Boys (1799–1881) geheiratet und war somit kein Junggeselle mehr. Aus diesem Grunde konnte er nicht als Fellow an die University of Cambridge gewählt werden, so dass er als Privatlehrer sein Geld verdiente. Er bereitete ehrgeizige Mathematikstudenten darauf vor, möglichst die Position des besten Absolventen des jeweiligen Jahrgangs einzunehmenden (Senior Wrangler). In dieser spezialisierten Form der Nachhilfe war er ausnehmend erfolgreich, verdiente 700 bis 800 Pfund im Jahr und erhielt den Ehrentitel des Senior Wrangler Maker. 1849 hatte er fast 200 Studenten unterrichtet, von denen 17 den begehrten Posten des Senior Wranglers erreichten. Francis Galton lobte seinen Lehrstil, bei dem er amüsante Episoden in den Stoff einflocht und durch seine lebhafte Vortragsweise das trockene Thema lebendig machte. Neben den Studenten bildete Hopkins auch Edward Routh aus, der zunächst Senior Wrangler wurde, und später ebenfalls als Wrangler maker bekannt wurde.
1835 wurde er anlässlich der Errichtung des Fitzwilliam Museums zum Syndikus ernannt und ein zweites Mal 1837.

## Geologie
Hopkins Interesse an Geologie erwachte etwa 1833, nachdem er Adam Sedgwick in Barmouth traf und ihn auf mehreren Exkursionen begleitete. Seit diesem Zeitpunkt veröffentlichte er in den Zeitschriften der Cambridge Philosophical Society und der Geological Society of London Aufsätze zu den mathematischen Grundlagen der Geologie, die so zur physikalischen Geologie wurde. Er beschäftigte sich mit den Auswirkungen, die aus dem Erdinnern wirkende Kräfte auf die Erdkruste haben und sich dort in der Entstehung von Spalten und Klüften darstellen. In diesem Zusammenhang diskutierte er die Hebung und Abtragung des Lake Districts, der Umgebung von Weald und das Bas Boulonnais.
Nach seiner Vorstellung war der im Wesentlichen feste Erdkörper dynamisch durch Höhlen, die ihn durchzogen, und in denen heiße Dämpfe oder Flüssigkeiten in beschränkten Zonen erhöhten Druck erzeugten, und unter anderem Vulkane und Erdbeben erzeugten. Solch ein dynamisches Modell stand im Gegensatz zu dem von Charles Lyell vertretenen, der einen ruhigen Zustand des unter einer kaum mehr als 100 Meilen dicken Kruste im Inneren flüssigen Erdkörpers annahm.
1838 und 1842 veröffentlichte Hopkins eine Reihe von Aufsätzen bei der Royal Society, in denen er neben anderen Beobachtungen die Rotation der Erde einschließlich der Präzession und Nutation analysierte, und zu dem Schluss kam, dass ein flüssiges Erdinneres nicht mit den Beobachtungen übereinstimme. 1847 führte er seine Überlegungen zu Vulkanen und Erdbeben in einem Bericht bei der British Association aus.
Als Teil seiner Untersuchungen versuchte Hopkins, die Auswirkungen des enormen Drucks auf den Schmelzpunkt und das Wärmeleitvermögen verschiedener Substanzen abzuschätzen. Mit der Unterstützung eines Stipendiums der Royal Society begab er sich mit der Hilfe von Lord Kelvin, James Prescott Joule und William Fairbairn an Messungen, die seine Theorien unterstützen sollten.
Seiner Meinung nach hat die Abkühlung der Erde keine Auswirkungen auf die Abkühlung des Klimas. Zu diesem Thema hielt er 1851 bei der Geological Society den Vortrag On the Causes which may have produced changes in the Earth’s superficial Temperature (Über die möglichen Gründe für Änderungen der Oberflächentemperatur der Erde). In seiner zweiten Ansprache als Präsident der Geological Society of London (1853) kritisierte er die Theorie von Élie de Beaumont über die Erhebung von Gebirgsketten als schlecht begründet.
Schließlich deutete Lord Kelvin taktvoll an, dass Hopkins Ansichten über die Struktur der Erde zwar korrekt seien, seine mathematische und physikalische Beweisführung jedoch voller Mängel.

## Glaziologie
Hopkins schrieb auch über die Bewegung der Gletscher und den Transport von Findlingen, geriet damit aber auf das Gebiet des J. D. Forbes, der dieses Thema als seine persönliche Domäne ansah, und ihm vorwarf, er habe nicht genug Erfahrung als Beobachter in diesem Bereich.

## Privatleben
Hopkins genoss Musik, Dichtkunst und Landschaftsmalerei. Mit seiner zweiten Frau hatte Hopkins einen Sohn und drei Töchter, darunter die Moralpredigerin Ellice Hopkins.
Das Ende seines Lebens verbrachte er in einer psychiatrischen Klinik in Stoke Newington, wo er an chronischem Irrsein und Erschöpfung starb.

## Ehrungen
- Fellow of the Royal Society, 1. Juni 1837[1]
- Geological Society of London:[1]
  - Wollaston-Medaille, (1850)
  - Präsident der Geological Society of London (1851)
- Präsident der British Association (1853)[1]